# Кубок Кремля 1997
Кубок Кремля 1997 — тенісний турнір, що проходив на закритих кортах з килимовим покриттям спорткомплексу Олімпійський у Москві (Росія). Належав до серії World в рамках Туру ATP 1997, а також до серії Tier I в рамках Туру WTA 1997. Чоловічий турнір тривав з 3 до 9 листопада 1997 року, а жіночий - з 27 жовтня до 2 листопада 1997 року. Євген Кафельников і Яна Новотна здобули титул в одиночному розряді.

## Фінальна частина

### Одиночний розряд, чоловіки
Євген Кафельников —  Петр Корда 7–6(7–2), 6–4
- Для Кафельникова це був 3-й титул за сезон і 14-й - за кар'єру.

### Одиночний розряд, жінки
Яна Новотна —  Ай Суґіяма 6–3, 6–4
- Для Новотної це був 3-й титул за сезон і 18-й — за кар'єру.

### Парний розряд, чоловіки
Мартін Дамм /  Цирил Сук —  Девід Адамс /  Фабріс Санторо 6–4, 6–3
- Для Дамма це був 3-й титул за сезон і 11-й - за кар'єру. Для Сука це був єдиний титул за сезон і 17-й - за кар'єру.

### Парний розряд, жінки
Аранча Санчес Вікаріо /  Наташа Звєрєва —  Яюк Басукі /  Кароліна Віс 5–3 (Basuki and Vis defaulted)
- Для Санчес Вікаріо це був 7-й титул за сезон і 56-й — за кар'єру. Для Звєрєвої це був 8-й титул за сезон і 67-й — за кар'єру.